# Coupland Castle

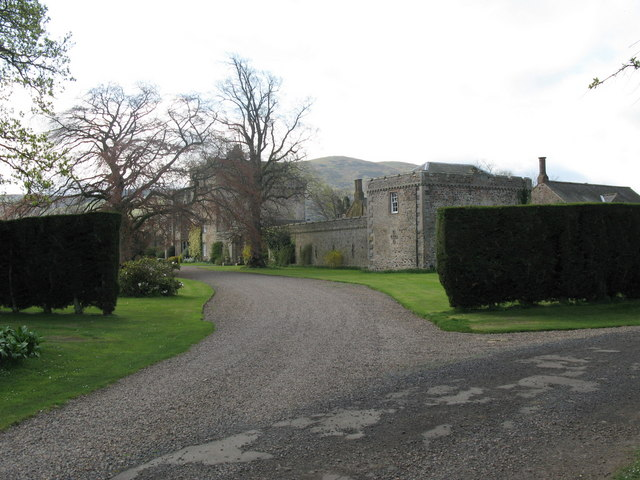
Coupland Castle 2007

Coupland Castle liegt im Dorf Coupland, 6,5 km nordwestlich der Kleinstadt Wooler in der englischen Grafschaft Northumberland. English Heritage hat es als historisches Gebäude I. Grades gelistet.
Es handelt sich dabei eher um einen Wohnturm denn eine Burg. Er wurde vermutlich gegen Ende des 16. Jahrhunderts gebaut, irgendwann nach 1590. Der Turm hat drei Vollgeschosse und ein Dachgeschoss sowie eine hervorspringende Tourelle an der Südwand. Zwischen Turm und Tourelle gibt es eine kleine steinerne Türwange, in die das Jahr 1594 eingraviert ist.
Ein Datumsstein über dem offenen Kamin im Turm trägt die Gravierung GW 1615 MW. Man nimmt an, dass damit an die Eigner in diesem Jahr erinnert werden soll, George und Mary Wallis. Über die Jahrhunderte wurde an die Burg angebaut und im 19. Jahrhundert wurde sie restauriert. 1820 wurde der Wohnturm um ein zweistöckiges Haus mit drei Jochen anschließend an den Turm erweitert.
Der Familie Bates gehörte das Anwesen im 18. Jahrhundert. Elizabeth Bates, Erbin des Anwesens, heiratete 1783 Matthew Calley (* 1731), den bekannten Agrarwissenschaftler. 1869 wohnte ein weiterer Matthew Culley in dem Haus, der in diesem Jahr ‚‘High Sheriff of Northumberland‘‘ war. Die Culleys verkauften das Anwesen 1923.
Der heutige Eigentümer Robin Jell kaufte das Anwesen 1979 und lebt dort mit seiner zweiten Gattin Fiona.